# Chamaedorea selvae
Chamaedorea selvae là loài thực vật có hoa thuộc họ Arecaceae. Loài này được Hodel mô tả khoa học đầu tiên năm 1991.